# 落語みゅーじあむ
落語みゅーじあむ（らくごみゅーじあむ、英: Rakugo Museum）は、大阪府池田市栄本町にある市立博物館である。「落語みゅーじあむ」は愛称であり、正式名称は上方落語資料展示館（かみがたらくごしりょうてんじかん）である。

## 概要
上方落語に関する資料が常設展示されている。市立の落語資料展示館としては日本初である。伝統的な文化を継承し、発展させることや、観光を振興させ、地域を活性化させることなどを目的として設立された。指定管理者は、池田市観光協会である。
建物の延床面積は 275.5 平方メートルである。1階には、落語会などで使われる高座や、上方落語の歴史などが上映される映像コーナーの他、イベントホールやトイレなどがある。2階には、落語に関する資料が展示されており、無料で CD、DVD を視聴したり、書籍を読んだりすることができるコーナーがある他、和室や身体障害者用のトイレなどがある。

## 沿革
池田市では、2001年（平成13年）に本町通りの整備工事を開始しており、これに合わせて、昭和時代の初め頃に建設された、鉄骨構造・2階建ての池田銀行の建物を解体した後、同建物の外観を復元して再建された。錢高組とアパアソシエイツが共同で設計し、錢高組の大阪支社が施工し、2007年（平成19年）3月31日に竣工された。
2007年4月29日に開館した。開館当日は、落語家の桂米朝、桂春団治、当時の市長の倉田薫らが鏡開きを行った。2007年10月、落語家の桂三枝（後の桂文枝）が名誉館長に就任する。同月より、アマチュア落語家の養成講座が開催されている。2009年（平成21年）より、社会人落語日本一決定戦が開始される。

## 交通アクセス
池田駅（阪急宝塚本線）から北へ徒歩約8分。最寄りのバス停は、阪急バス「西本町」バス停である。